# Secreto de amor (canción)
«Secreto de Amor» es una canción del cantautor mexicano Joan Sebastian, lanzada como el primer sencillo y tema principal del álbum de estudio número 27 de Sebastián. Escrita y producida por Sebastián, a menudo se considera una de sus canciones emblemáticas,  siendo versionada por muchos artistas, incluidos Lucero, Víctor García y Vicente Fernández Jr., hijo de Vicente Fernández.  Fue utilizado notablemente como tema de la telenovela venezolana del mismo nombre.
La canción debutó en el puesto 23 en la lista Billboard Hot Latin Songs y alcanzó el puesto número 3 después de pasar ocho semanas después, convirtiéndose en la tercera entrada de Sebastián entre los diez primeros en la lista. También alcanzó el puesto 25 en el Billboard Bubbling Under Hot 100 y encabezó la lista Billboard Regional Mexican Airplay.

## Gráficos
| Lista (2000)                            | Mejor posición |
| --------------------------------------- | -------------- |
| Estados Unidos (Bubbling Under Hot 100) | 25             |
| Estados Unidos (Hot Latin Songs)        | 3              |